# فينغي
فينغي (بالألمانية: Wängi) هي بلدية سويسرية تتبع لمقاطعة مونكفيلن في كانتون تورغاو. تبلغ مساحتها 16.4 كيلومتر مربع، ويقدر عدد سكانها بـ 4580 نسمة (حسب تعداد ديسمبر 2015).